# Fail-deadly

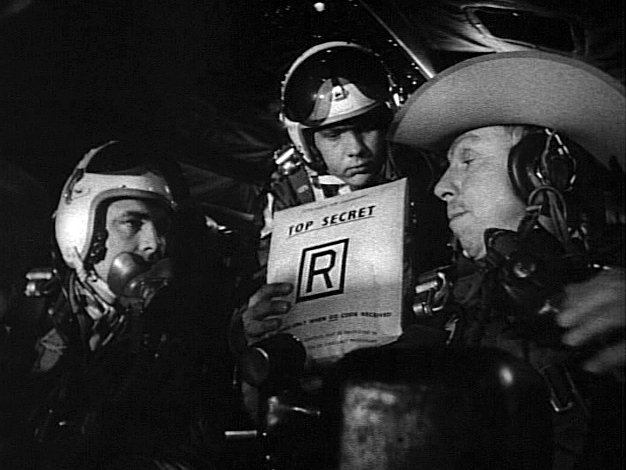
Nella finzione cinematografica del film il dottor Stranamore, i componenti dell'equipaggio di un bombardiere nucleare Boeing B-52 Stratofortress impegnato in una missione di Airborne alert si accingono ad aprire i documenti segreti del "piano R":

Fail-deadly è una strategia militare, soprattutto riferita alla guerra nucleare, che mette in primo piano il fattore deterrente, garantendo una risposta agli attacchi del nemico che sia automatica, immediata e schiacciante indipendentemente dai danni subiti a causa dell'azione avversaria.

## Descrizione e storia
Un'operazione fail-deadly è un esempio di strategia second strike, secondo colpo nucleare o "attacco di ritorsione", in cui l'aggressore è scoraggiato dallo sferrare un primo colpo nucleare, dato che ha la certezza di essere a sua volta annientato.
In una situazione di deterrenza nucleare fail-deadly, le politiche e le procedure che gestiscono il contrattacco autorizzerebbero il lancio degli ordigni anche se la catena di comando esistente fosse interamente spazzata via dall'attacco iniziale. L'efficacia deterrente di un simile sistema presuppone che le altre nazioni dotate di armi nucleari siano a conoscenza dell'esistenza di tale sistema.
L'Unione Sovietica aveva adottato il sistema Perimetr, noto in occidente come Dead Hand ("mano morta").
Una strategia di fail-deadly esiste anche nel Regno Unito, dove l'autorità di lanciare le armi nucleari sarebbe delegata, attraverso il sistema delle letters of last resort, ai comandanti dei sottomarini in caso di distruzione delle strutture di comando, assicurando in questo modo che anche in assenza di coordinamento la ritorsione nucleare sia messa in atto.
Fail-deadly è associato anche alla "rappresaglia massiccia" (massive retaliation), una strategia deterrente che prevede un contrattacco di proporzioni superiori all'attacco subito: se un nemico lancia un missile, verrà colpito da dieci. Se ne lancerà dieci, ne riceverà cento, e così via. Questo scoraggia i potenziali aggressori non in grado di menomare il potenziale offensivo della vittima tramite un solo, violentissimo colpo.
Uno strumento comune che segue la filosofia del fail-deadly è il "dispositivo a uomo morto", un bottone o un pedale che deve essere costantemente tenuto premuto o schiacciato a intervalli regolari per impedire l'attivazione di un meccanismo (un esplosivo, il blocco di un veicolo...). Nel caso degli esplosivi, garantisce anche che l'attentato non venga impedito dall'uccisione dell'attentatore.
Il termine fail-deadly è un gioco di parole nato storpiando il nome della filosofia fail-safe ("a prova di fallimento") e non è traducibile con precisione in italiano, volendo provarci verrebbe tradotto con un a prova di morte ovvero la certezza di rispondere all'attacco iniziale anche se la vittima di questo primo attacco fosse già morta.
Nel famoso film di Stanley Kubrick del 1964 Il dottor Stranamore è descritto un sistema di fail-deadly, il fantomatico Wing attack plan R (nella versione italiana: "piano R"), congegnato, secondo la descrizione che ne dà il generale Turgidson (George C. Scott) al presidente Muffley (Peter Sellers), in modo da essere attivato anche da comandanti in sottordine in caso di interruzione della catena di comando e decapitazione della leadership nazionale. Nel film peraltro il generale psicopatico Jack Ripper (Sterling Hayden) attiva il "piano R" autonomamente senza che si sia verificato il primo colpo nucleare o Decapitation strike.